# Maasdriel
Maasdriel és un municipi de la província de Gelderland, al centre-oest dels Països Baixos. L'1 de gener del 2009 tenia 23.799 habitants repartits sobre una superfície de 75,49 km² (dels quals 9,39 km² corresponen a aigua). Limita al nord amb Neerijnen, al nord-est amb West Maas en Waal, a l'oest amb Zaltbommel, a l'est amb Lith (NB), al sud-oest amb Heusden (NB) i al sud amb 's-Hertogenbosch (NB)

## Centres de població
Alem, Ammerzoden, Hedel, Heerewaarden, Hoenzadriel, Hurwenen, Kerkdriel, Rossum, Velddriel, Well & Wellseind i el petit assentament de Wordragen.

## Administració
El consistori consta de 19 membres, compost per:
- Crida Demòcrata Cristiana, (CDA) 7 regidors
- Partit Popular per la Llibertat i la Democràcia, (VVD) 5 regidors
- Partit del Treball, (PvdA) 3 regidors
- GroenLinks, 2 regidors
- Samen Sterk Maasdriel, 2 regidors